# José Juan Yborra Aznar
José Juan Yborra Aznar (30 de septiembre de 1960 en Alicante, España) es profesor, investigador, poeta y columnista español.

## Biografía
Se licenció en Filología Hispánica por la Universidad de Sevilla en 1982. Se ha dedicado a la enseñanza desde 1984, cuando pasó a formar parte del Cuerpo de Profesores de Secundaria en Andalucía por oposición pública. 
A partir del curso siguiente, ejerció como profesor en el Instituto de Enseñanza Secundaria "Kursaal" de Algeciras, donde impartía la asignatura de Lengua y Literatura Castellanas. En este mismo centro, organizó doce "Semanas de Teatro" y desempeñó la labor de Director en la puesta en escena de una treintena de obras de teatro españolas, entre las que se encuentran Luces de Bohemia de Valle-Inclán, Bodas de Sangre, La casa de Bernarda Alba y Yerma de Federico García Lorca o Tres sombreros de copa o Maribel y la extraña familia de Miguel Mihura. Se ensayaron y representaron en el paraninfo del instituto desde 1990 hasta 2000 y en 2015.
Su larga relación con el "Kursaal" le motivó a estudiar la historia del centro y publicar El Instituto de Algeciras: la enseñanza secundaria pública y la ciudad (1849-1970) en 2010. En este libro reconstruye la historia del edificio mediante los documentos que se conservaban en él.
Se doctoró en Filosofía y Letras por la Universidad de Cádiz en 1997, con una tesis doctoral en torno a la obra narrativa de José Manuel Caballero Bonald: El universo narrativo de Caballero Bonald. Dicha tesis fue defendida públicamente en La Catedral, la señera bodega de la familia Barbadillo en Sanlúcar de Barrameda, durante ese mismo año.
De forma paralela, ejerció como Profesor-Tutor de las asignaturas conducentes a la obtención del título universitario de Filología Hispánica para el Centro Asociado de la UNED en el Campo de Gibraltar, desde 2000 hasta 2020. Fue nombrado Subdirector y Coordinador Académico y de Extensión Cultural de este centro en 2008.
De la relación con este centro universitario, resultaron la coordinación de distintos cursos en torno a la creación literaria en el Campo de Gibraltar y sus señas de identidad culturales; la dirección de los Cursos de Verano de la UNED desde 2013 hasta 2019; la participación en un sinfín de cursos como ponente. Cabe destacar la organización del ciclo de conferencias "La UNED y la palabra" para esta misma Universidad, en la que participaron Rosa María Calaf, Albert Boadella, Fernando Grande-Marlaska, Manuel Pimentel, José Manuel Blecua o Fernando Savater como ponentes. 
Se trasladó, finalmente, a la Escuela de Artes Algeciras, ejerciendo la docencia de Lengua y Literatura Castellanas desde 2017 hasta 2020.
Una vez jubilado, ha comenzado a colaborar con el periódico Europa Sur del Campo de Gibraltar. Publica recurrentemente una sección titulada "Verbos transitivos", en la que trata asuntos locales, determinados por la cercanía o la fugacidad, con la voluntad de alcanzar las cuestiones de fondo. 
Su primer artículo, "El río confundido", fue galardonado por el Ateneo José Román de Algeciras con el Premio José Luis Tobalina de periodismo en su edición de 2020.
Publica otra sección titulada "A vista del Águila" en esta misma cabecera, aportando un extenso comentario a las fotografías de Miguel Ángel del Águila que se publican en cada número: contextualiza en el tiempo y el espacio una conjunto de imágenes que dan buena cuenta de la evolución de Algeciras durante la década de los sesenta y los ochenta.
Recientemente ha publicado Barbarita: la novela galante de Gibraltar con Iñaki Irijoa Lema. Este estudio toma como punto de partida la publicación, en 1929, de la novela homónima de Héctor Licudi para elaborar un panorama del periodismo y la literatura españolas en la década de los años veinte y los años previos a la Guerra Civil; una biografía personal y profesional del autor gibraltareño; un análisis de los problemas textuales de la obra y sus elementos narrativos; una relación de consecuencias personales y literarias tras la publicación de Barbarita.

#### Estudios monográficos
- El universo narrativo de Caballero Bonald, Cádiz, Servicio de Publicaciones de la Diputación Provincial: Cádiz, 1998.
- El Instituto de Algeciras: la enseñanza secundaria pública y la ciudad (1849-1970). Fundación Municipal de Cultura "José Luis Cano": Algeciras, 2010.
- La Trocha: la vía de la estrella. El camino histórico que vertebró la provincia de Cádiz, Servicio de Publicaciones de la Diputación: Cádiz, 2019 (junto con Jesús Mantecón Cantero).
- Barbarita: la novela galante de Gibraltar, ImagenTa: Tarifa, 2020 (junto con Iñaki Irijoa Lema).

#### Poesía
- Mar de Azogue, Corona del Sur: Málaga, 2014.
- El cuerpo del aire, Corona del Sur: Málaga, 2020.

#### Artículos
Los artículos se organizan en cuatro categorías para facilitar la navegación por sus títulos.

##### Sobre José Manuel Caballero Bonald
- "La narrativa de Caballero Bonald", Actas. Autores andaluces: del realismo social a las últimas tendencias narrativas. XV Curso de Verano de San Roque. Publicaciones de la Universidad de Cádiz, 1994, pp. 13-32.
- "La memoria como re-creación de la realidad. Tiempo de guerras perdidas, de José Manuel Caballero Bonald", Europa Sur, Suplemento La Isla, Algeciras, 27 de mayo de 1995.
- "La re-invención artística de la realidad en la narrativa de José Manuel Caballero Bonald", IV Simposio Internacional  Luis Goytisolo sobre Narrativa Hispánica Contemporánea. "Autobiografía y Narración. El Puerto de Santa María, 20-22 de noviembre de 1996.
- "La ficción en José Manuel Caballero Bonald: De la rememoración de la infancia a la potenciación de la escritura como constituyentes narrativos, Trivium. Anuario de Estudios Humanísticos, nº 9. Jerez de la Frontera, noviembre de 1997, pp. 119-141.
- "De la liberación y del fracaso. La mujer en la ficción de Caballero Bonald", Dossiers Feministes. 1 Seminari d´Investigació Feminista. Universitat Jaume I. Castellón de la Plana, 1998, pp. 73-101.
- “Suma bonaldiana. Aproximación a los títulos bibliográficos sobre la obra de creación de José Manuel Caballero Bonald”, Trivium. Anuario de Estudios Humanísticos, nº 10, Jerez de la Frontera, noviembre de 1998, pp. 141-166.
- “Los valores de un texto. Reseña a La costumbre de vivir, de José Manuel Caballero Bonald”, en Letra Clara. Revista de la Facultad de Filosofía y Letras de Granada, nº 11. Granada, marzo de 2002. pp. 52-53.

##### Sobre autores del Estrecho
- "José Luis Cano, ¿Poeta en su tierra?", La Tribuna de Algeciras, Algeciras, 5 de febrero de 1986, p. 32.
- “Sonetos de la Bahía: La configuración del símbolo en la poética de José Luis Cano”. Almoraima. Revista de Estudios campogibraltareños, nº 22, octubre 1999, pp. 155-167.
- “La torre del silencio: poesías completas de un humano universo interior”, en Almoraima, Revista de Estudios campogibraltareños nº 24, octubre de 2000, pp. 105-111.
- “Espejos y espejismos: la poesía de Trino Cruz”, en Eúphoros. Revista del Centro Asociado de la UNED en el Campo de Gibraltar, nº 4, Algeciras, año 2002, pp. 23-37.
- “La estética de José Luis Cano: de la poesía del yo a la del vosotros”, en Eúphoros. Revista del Centro Asociado a la UNED Campo de Gibraltar. Algeciras, nº 6. 2003.
- “La ciudad perdida: Gibraltar en la obra de Héctor Licudi”, en Eúphoros. Revista del Centro Asociado a la UNED Campo de Gibraltar. Algeciras, nº 7. 2004. pp. 319-329.
- “Tangerine Stream: Tánger y el torrente narrativo de Ángel Vázquez”, Dos orillas. Revista intercultural. Nº 13-14, Algeciras, 2014, pp. 39-43.

##### Sobre literatura en español
- "Ramón Llull, instructor del caballero cristiano medieval", Honderos, Palma de Mallorca, nº 114, enero-febrero de 1984, p. 14.
- "La novela de una hora (Madrid, 1936). Estudio de una colección de novela corta", Tesis Doctorales y Tesinas de Licenciatura, Sevilla, Publicaciones de la Universidad, 1985.
- "Hacia la concreción de la novela corta como manifestación genérica (1909-1936)", Actas del V Simposio de Lengua y Literatura para Profesores de Bachillerato, Sevilla, 15-18 de mayo de 1986, pp. 1-5.
- "La novelización de la historia en Valle-Inclán", Actas del Curso de Otoño Literatura Española Contemporánea, San Roque, 14-16 de noviembre de 1986.
- “La luna blanca de Chesed, de Juan Manuel Borrero”. Educa, nº 22, año VI, Cádiz, enero de 1990, pp. 6-7.
- “La universalidad de Federico García Lorca”, en Federico estuvo aquí. Algeciras, Asociación de la Prensa del Campo de Gibraltar, 1998, pp. 5-8.
- “Prosa española: La materialización de la conciencia social según José Luis Tejada”, en AA.VV.: José Luis Tejada (1927-1988). Un poeta andaluz de la generación del medio siglo. Ayuntamiento de El Puerto de Santa María, El Puerto, 2000, pp. 153-159.
- “Civitas Mei: Personaje y ciudad en la ficción de Ángel Vázquez”, en Almoraima. Revista de Estudios Campogibraltareños, nº 30, octubre de 2003, pp. 35-49.
- “La novela española en el umbral del fin de siglo: tradición y modernidad del realismo ficcional”, en IV Simposio de actualización científica y didáctica de lengua y literatura españolas. ACTAS. Literatura culta y popular en Andalucía. Asociación Andaluza de Profesores de Español. Granada, 2003, pp. 211-219.
- “La frontera estéril: la literatura en español en Gibraltar”, en El español en el mundo. Anuario del Instituto Cervantes 2005. Madrid, Ed. Plaza y Janés-Círculo de Lectores, 2005, pp. 55-97.
- “De lunas y azahares. Los ¿inicios? Poéticos de Miguel Hernández”, en Festes del Porrat, Polop de la Marina, 2009, pp. 58-60.
- “El tiempo detenido en el lugar hallado. El tratamiento del espacio en la narrativa de Gabriel Miró” en Festes del Porrat, Polop de la Marina, agosto de 2010, pp. 118-120.
- “El espacio como constante narrativa: tres novelas andaluzas”, Cauce. Revista internacional de filología, comunicación y sus didácticas, nº 44, Sevilla, diciembre de 2021 (pp. 147-172).

##### Sobre Algeciras
- "La enseñanza secundaria pública en Algeciras: apuntes para un aniversario", Almoraima. Revista de Estudios campogibraltareños, nº 8, octubre de 1992, pp. 65-79.
- “El Instituto de Algeciras: Dos calas en su evolución histórica (1849-1855 y 1929-1969). En Anuario de Investigaciones. Hespérides, nº 15. Jornadas Conmemorativas del 150 aniversario de la Ley Moyano, Jerez de la Frontera, 2008.
- “Don Juan Manuel y Alfonso XI: Dos perspectivas en Algeciras (1342-1344)”. Europa Sur, 8 de diciembre de 2016, pp. 14-15.
- “El camino de La Trocha, por la ruta de los viajeros románticos”, en Algeciras entremares. Fiestas de las Culturas del Estrecho. V Edición, Algeciras, 2018, pp. 30-38.